# 日本訪問販売協会
公益社団法人日本訪問販売協会（にほんほうもんはんばいきょうかい）は、日本の訪問販売事業者によって構成されている業界団体。国民に信頼される訪問販売業界の確立を目指し、会員企業が守るべき「倫理綱領」や「自主行動基準」を定めて実践指導するとともに、「訪問販売ホットライン（0120-513-506）」を設置し、訪問販売に関する苦情処理・相談を行っている公益法人。経済産業省消費経済政策課所管。

## 概要

### 沿革
- 1980年4月、設立

### 主な目的
- 訪問販売に関する調査研究
- 訪問販売における質の向上
- 訪問販売に関する苦情処理　など

### 役職員
- 会長 － 竹永美紀（ポーラ代表取締役社長）

### 所在地
東京都新宿区四谷4-1